# (9699) Baumhauer
(9699) Baumhauer est un astéroïde de la ceinture principale.

## Description
(9699) Baumhauer est un astéroïde de la ceinture principale. Il fut découvert le 26 mars 1971 à l'observatoire Palomar par Cornelis Johannes van Houten, Ingrid van Houten-Groeneveld et Tom Gehrels. Il présente une orbite caractérisée par un demi-grand axe de 2,63 UA, une excentricité de 0,22 et une inclinaison de 11,7° par rapport à l'écliptique.

## Compléments